# Sahil (metropolitana di Baku)
Sahil è una stazione della Linea 1 della Metropolitana di Baku.
È stata inaugurata il 6 novembre 1967.